# Йоліна Хестман
Йоліна Хестман (24 вересня 1988) — шведська плавчиня.
Учасниця Олімпійських Ігор 2008, 2012 років.
Призерка Чемпіонату Європи з водних видів спорту 2008, 2010, 2012 років.
Призерка Чемпіонату Європи з плавання на короткій воді 2009 року.